# Barão de Andaluz
Barão de Andaluz é um título nobiliárquico criado por D. João, Príncipe Regente de D. Maria I de Portugal, por decreto de 13 de maio de 1810 e carta de 22 de maio de 1810, em favor de António Luís Maria de Mariz Sarmento, depois 1.º Visconde de Andaluz.
Titulares
1. António Luís Maria de Mariz Sarmento, 1.º Barão e 1.º Visconde de Andaluz.